# Beale Park
Beale Wildlife Park and Gardens is een dierentuin bij de rivier de Theems, tussen de dorpen Pangbourne en Lower Basildon in Berkshire, Engeland. Het bestaat uit drie gebieden: een collectie van kleine exotische dieren, vogels en boerderijdieren, tuinen en bossen en speeltuinen.
Het park is opgericht in 1956 door Gilbert Beale op zijn eigen grond. Hij was een verzamelaar en fokker van pauwen en deze vogels lopen nog steeds vrij rond door het park.

## Vogels
In de volières van het park leven veel verschillende (bedreigde) vogelsoorten. Het meest opmerkelijk zijn de groene pauw, Rotschilds pauwfazant en de Balispreeuw. Er is ook een succesvol fokprogramma en veel vogels zijn al vrijgelaten in het wild. 
Er zijn veel gethematiseerde volières in het park, waaronder: een Afrikaanse, Aziatische, Australische en Malagassische volière, een doorloopvolière, een volière voor uilen, en de flamingo's.

## Veranderingen
In de afgelopen jaren heeft het park zijn collectie uitgebreid met meerdere kleine zoogdieren en andere vogels. Er zijn nu lemuren, uilen en in 2007 kwamen de stokstaartjes, prairiehonden en tamarins.
In 2008 kwam er een Nieuw-Zeelands verblijf met wallaby’s en Arapawageiten en verblijven voor vosmangoesten, grootoorvossen en capibara’s.